# Pavot
Papaver
Pour les articles homonymes, voir Pavot (homonymie) et Pavot (plante).
Genre
Papaver est un genre de plantes à fleurs de la famille des Papaveraceae. Ce sont des plantes herbacées originaires des régions tempérées et froides d'Eurasie, d'Afrique et d'Amérique du Nord, qui comprend une cinquantaine d'espèces acceptées (jusqu'à une centaine selon certains auteurs).
Ce genre comprend notamment le Coquelicot (Papaver rhoeas) et le Pavot somnifère (Papaver somniferum). Ces espèces sont souvent appelées « pavots », mais ce nom vernaculaire peut aussi désigner d'autres espèces appartenant à des genres voisins, telles le Pavot de Californie (genre Eschscholzia), le Pavot bleu de l'Himalaya (Meconopsis betonicifolia) ou encore le Pavot jaune des Pyrénées (Meconopsis cambrica).
Les pavots sont des plantes herbacées, aux feuilles pennées ou bipennées et aux grandes fleurs souvent solitaires, souvent très colorées, généralement à quatre pétales. Les étamines sont nombreuses. Le pistil comprend un ovaire uniloculaire ovoïde, portant à son sommet des stigmates disposés comme les rayons d'un cercle. Le fruit est une capsule à déhiscence poricide.
Ces plantes produisent un latex blanc. Les pavots contiennent presque tous des alcaloïdes qui peuvent être toxiques, avoir des propriétés somnifères, sédatives ou analgésiques, voire être utilisés comme produits stupéfiants.

## Caractéristiques générales
Les espèces du genre Papaver sont des plantes herbacées annuelles, bisannuelles ou vivaces, rarement monocarpiques, avec du latex généralement blanc. Les racines sont  fusiformes ou atténuées, simples.
Les tiges sont dressées ou ascendantes, cylindriques, plus ou moins ramifiées, généralement soyeuses, rarement glabres, Elles excrètent un latex ivoire, malodorant.
Les feuilles sont plus ou moins découpées, pinnatilobées, pinnatipartites ou bipinnatifides, rarement entières, aux bords dentelés ou crénelés.
Les feuilles basales sont pétiolées, généralement glauques sur leur face supérieure.
Les feuilles caulinaires, lorsqu’elles sont présentes, sont généralement sessiles, parfois amplexicaules,.
Les fleurs actinomorphes, pédonculées, sont terminales et solitaires, rarement groupées en grappes cymeuses. Les boutons floraux, nutants, sont  ovoïdes ou sphériques.
Le calice comprend deux sépales, rarement trois, généralement soyeux, caducs dès l’éclosion de la fleur.
La corolle comprend quatre pétales souvent caducs et éphémères, rarement cinq ou six, à préfloraison ondulée, parfois superposés, de couleur rouge le plus fréquemment, parfois chez certaines espèces blancs, jaunes, orange ou lavande. De forme obovale, ils sont répartis sur deux verticilles, ceux du verticille externe étant plus grands.
Les étamines, nombreuses, présentent des filaments blancs, jaunes, verts, violets ou rouges, parfois noirâtres, et des anthères subglobuleuses ou ellipsoïdales.
L'ovaire, uniloculaire, supère, généralement ovoïde, rarement cylindrique-oblong, résulte de la fusion de 3 à 18 carpelles. Il est dépourvu de style et  présente un disque apical,
au bord crénelé ou divisé, pourvu de 3 à 18 stigmates radiaux,.

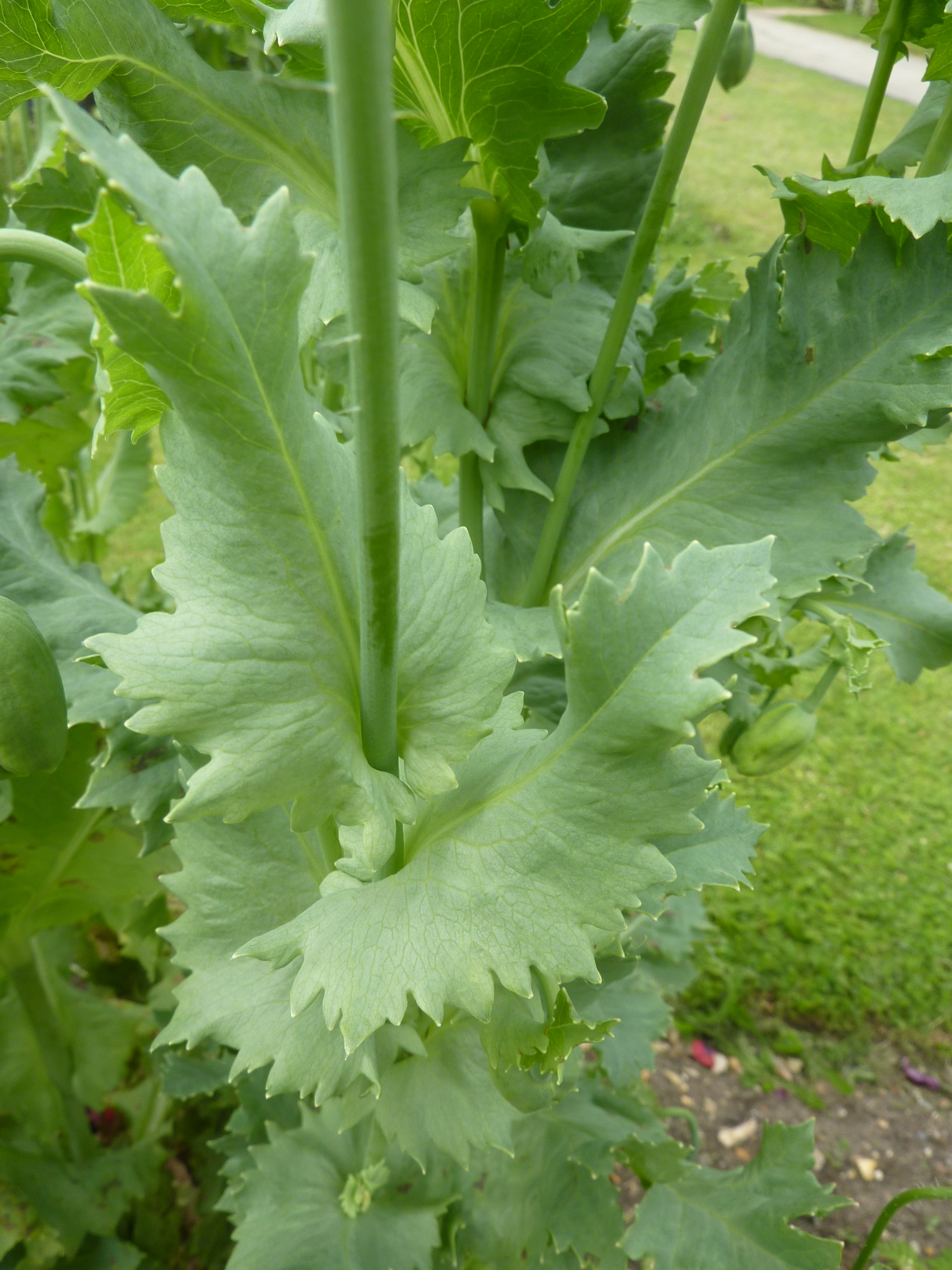
Feuilles de pavot somnifère (Papaver somniferum).
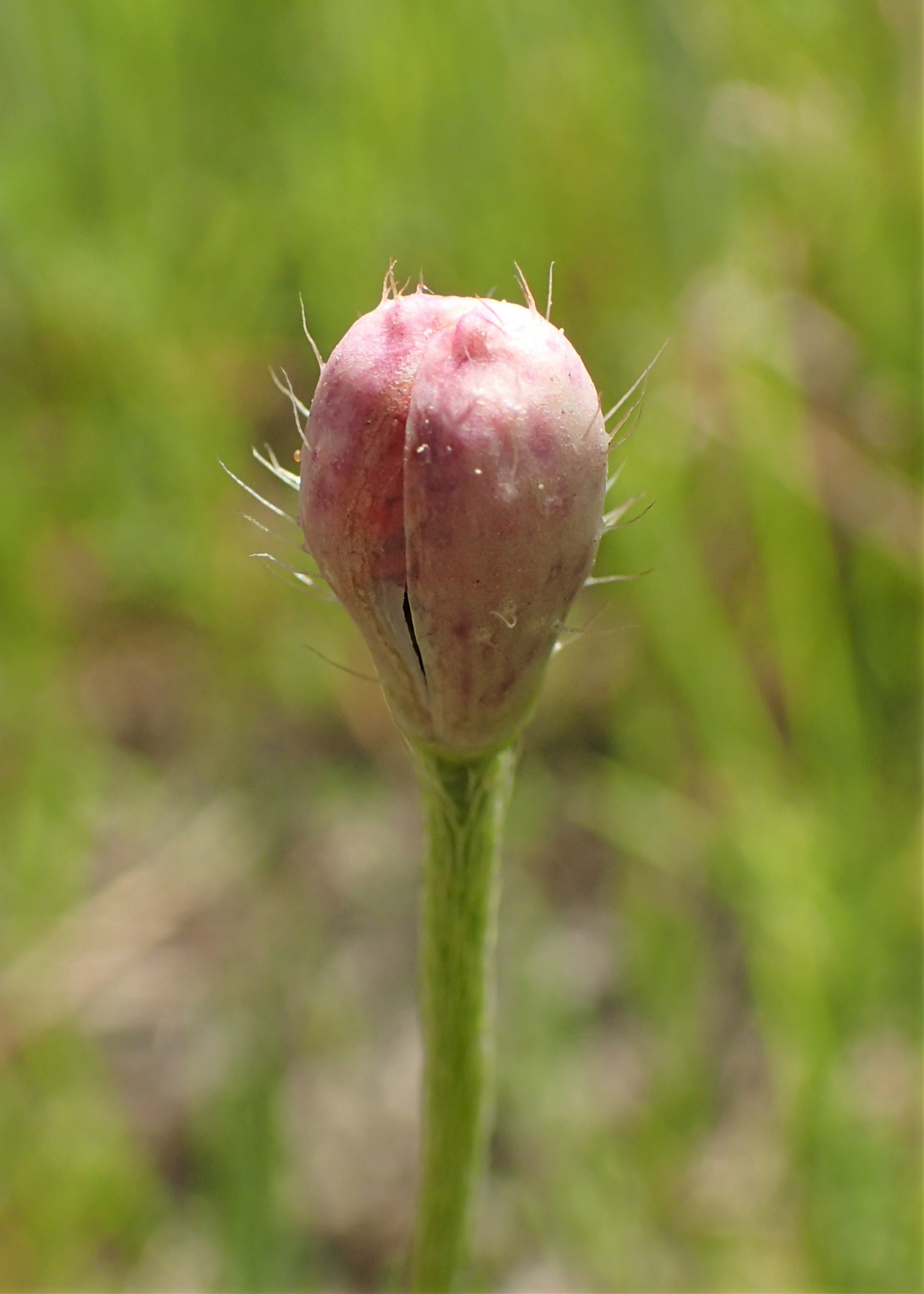
Bouton floral de Papaver argemone.
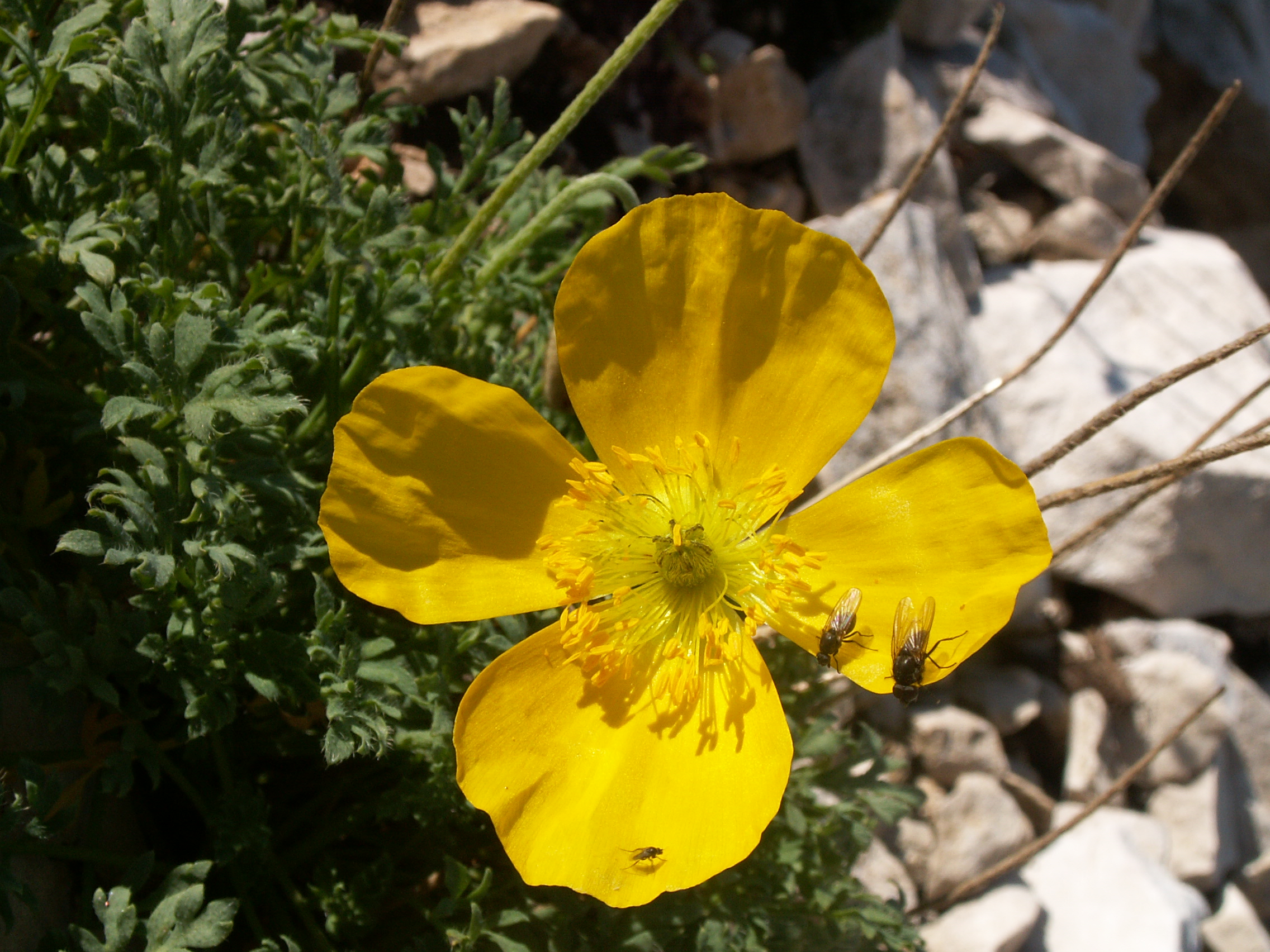
Fleur de pavot des Alpes (papaver alpinum).
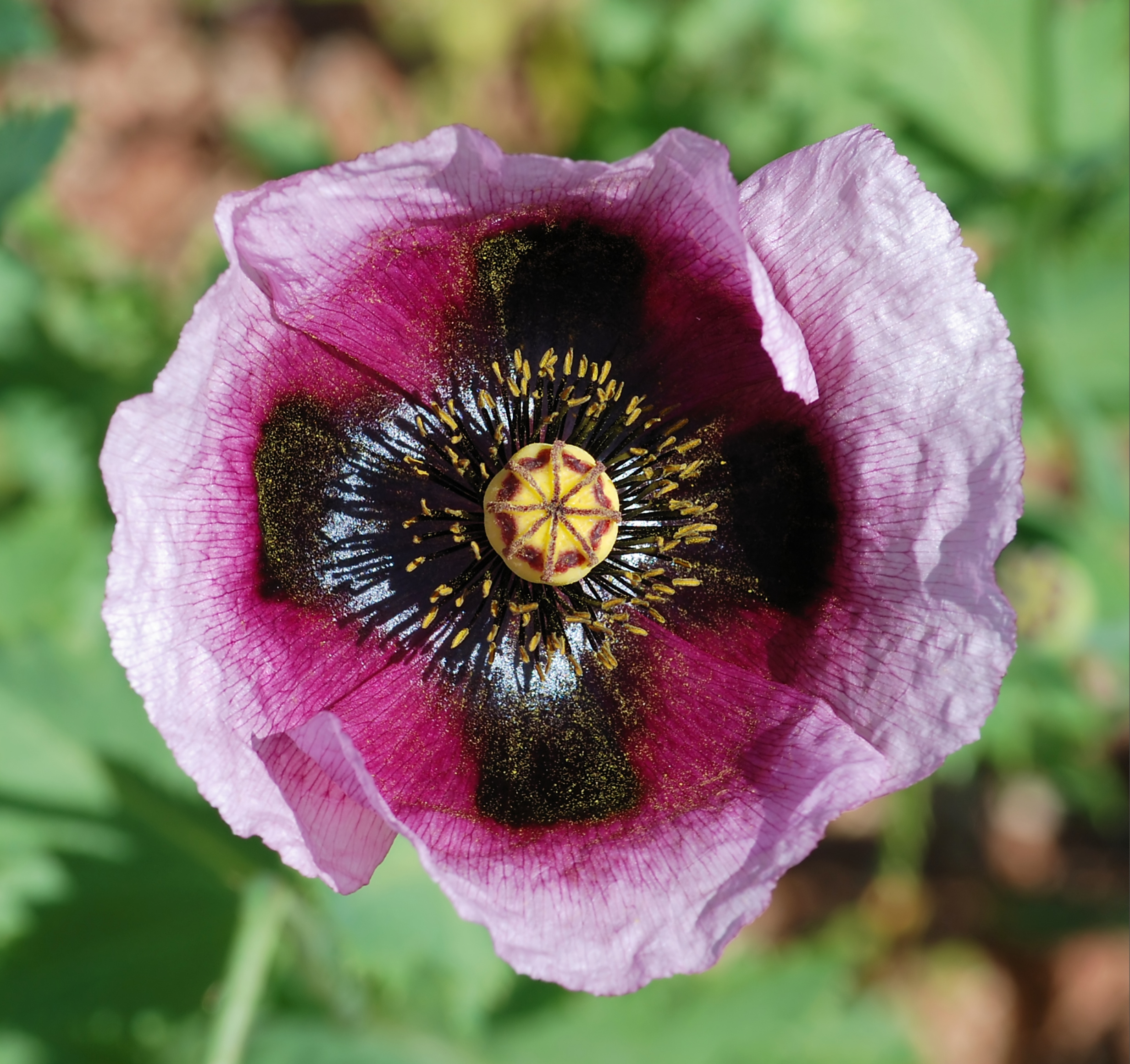
Gros plan d'une fleur de Papaver setigerum.
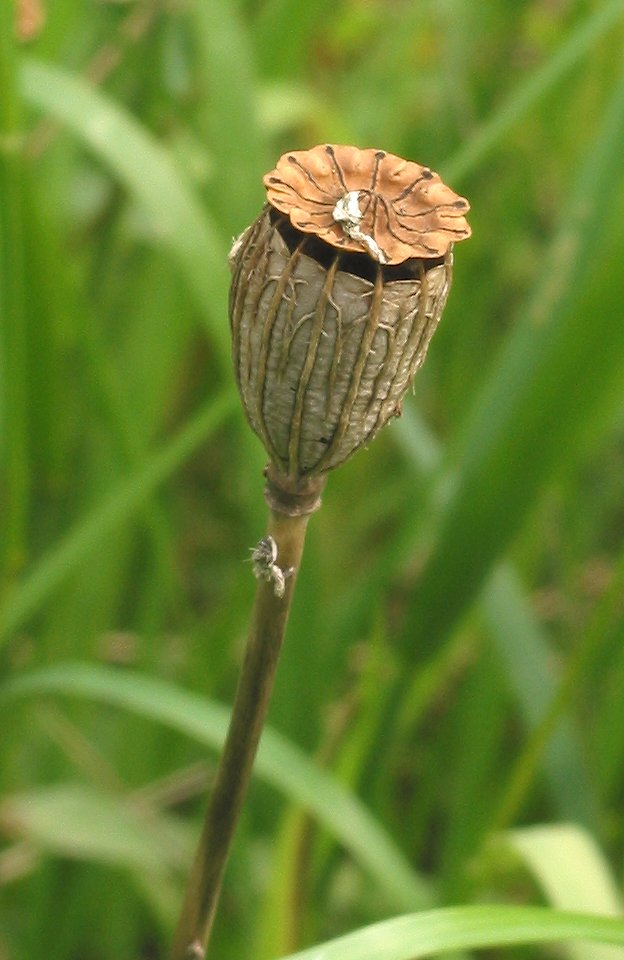
Capsule de coquelicot (Papaver rhoeas).
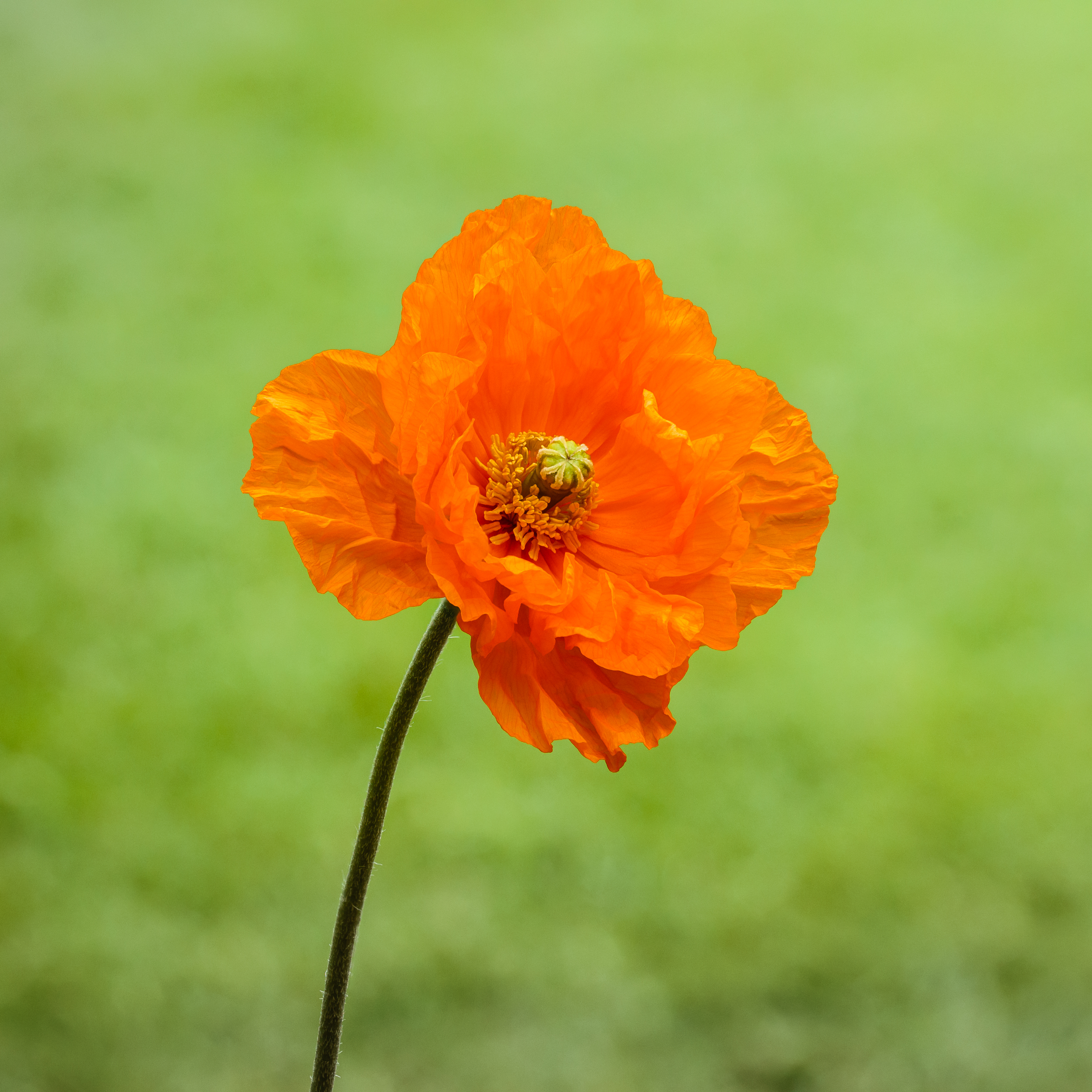
Fleur de la famille des pavots dans le Tuinreservaat Jonkervallei, un jardin en Frise (province). Mai 2021.

Le fruit est une capsule étroitement cylindrique à subglobuleuse, soyeuse ou glabre, rarement épineuse, parfois côtelée, faussement cloisonnée, presque toujours déhiscente par des pores situés sous le disque.
Les graines, noires, brunes, gris foncé ou blanches, longues de  0,5 à 1,5 mm, sont réniformes, réticulées, plus ou moins alvéolées et sans arille. Elle contiennent un albumen blanc, charnu et riche en huile,.

## Distribution et habitat
Les espèces du genre Papaver sont principalement distribuées dans les régions tempérées froides de l'Eurasie (Asie centrale et du sud-ouest, Europe centrale et méridionale) et en Afrique du Nord.
Font exception la section Papaver sect. Meconella dont la répartition panarctique-alpine inclut le nord-est de l'Amérique du Nord, et les espèces Papaver aculeatum Thunb. (sect. Horrida) indigène de l'Afrique australe, et Papaver californicum A. Gray (sect. Californicum) qui est indigène de l'ouest de l'Amérique du Nord.

## Histoire
Indigène dans les parties orientales de la région méditerranéenne, l’espèce s’est répandue par la culture dans toute l’Asie et l’Europe méridionales, l’Afrique du Nord et même l’Amérique. Les traces de plants de pavot somnifère les plus anciennes attestées en Europe datent de plus de quatre mille ans et ont été retrouvées en Suisse.

## Principales espèces

### Les pavots des moissons
- Papaver argemone : Pavot argémone. Assez semblable au coquelicot par sa couleur, mais les pétales ne se chevauchent pas, la capsule est velue.
- Papaver dubium : Pavot douteux. Très proche du coquelicot, s'en distingue surtout par sa capsule oblongue.
- Papaver hybridum : Pavot hybride. Lui aussi très voisin du coquelicot, ses pétales sont plus sombres et tachés de noir à la base, sa capsule est velue.
- Papaver rhoeas : Coquelicot.

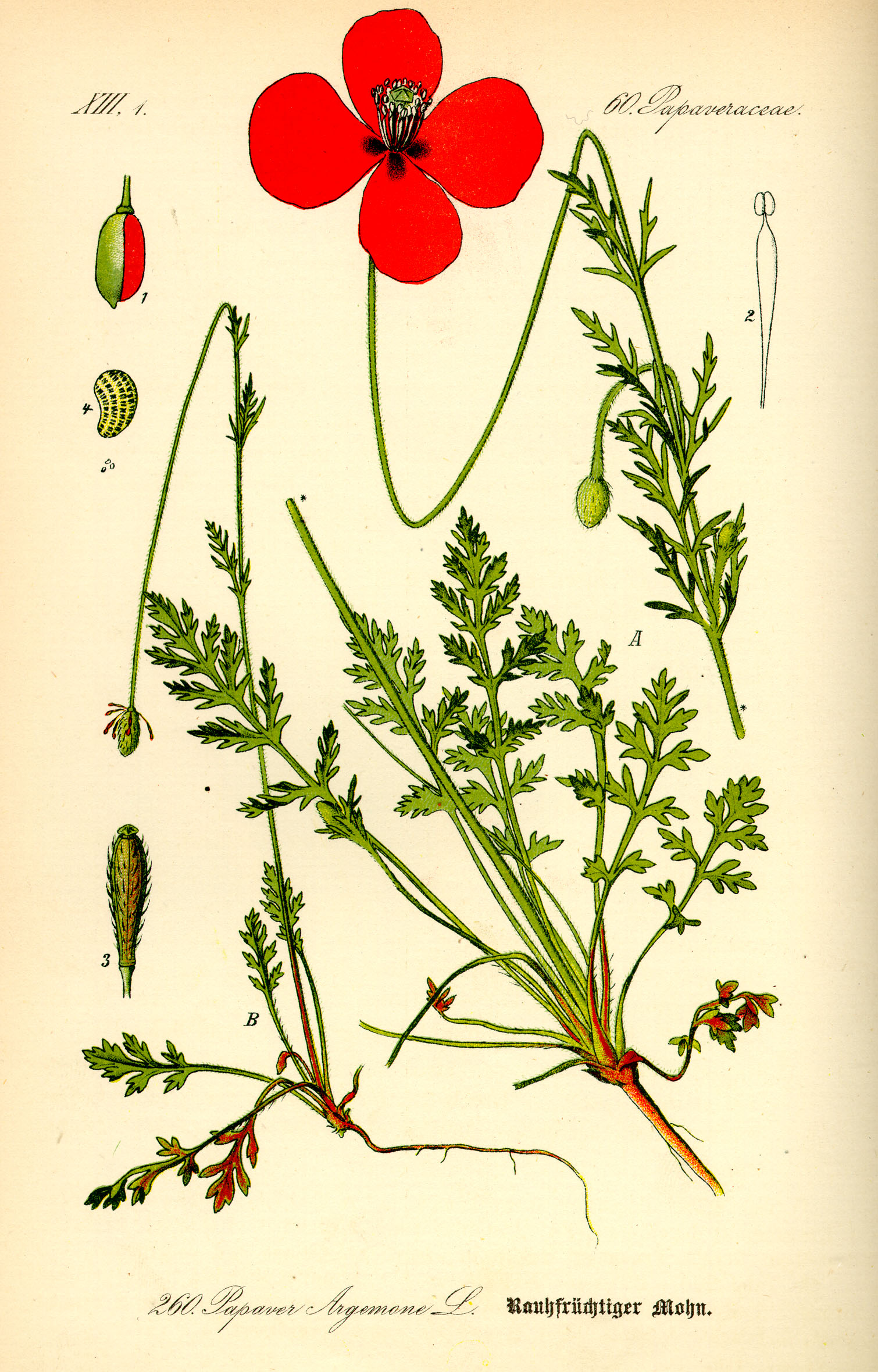
Papaver argemone.
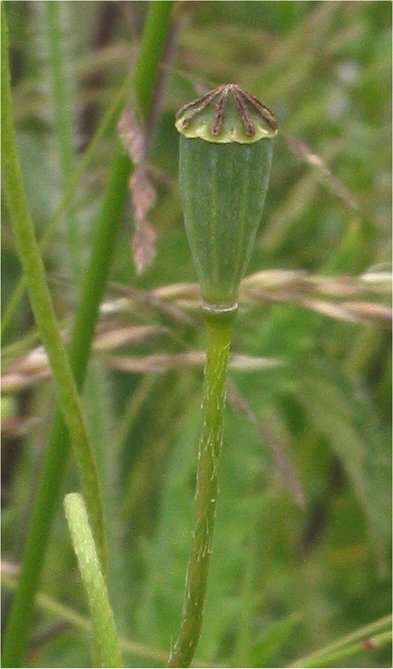
Capsule de Papaver dubium.
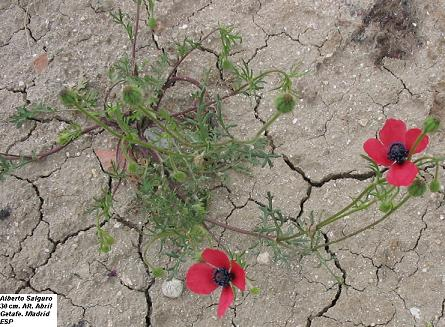
Papaver hybridum.
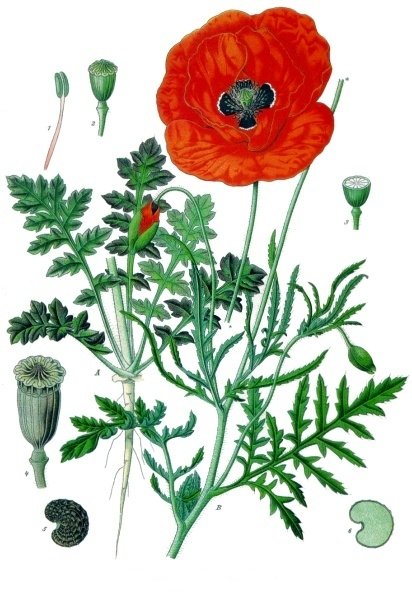
Papaver rhoeas.

### Les pavots alpins et nordiques
- Papaver alpinum L. s.l., est une espèce alpine d'Europe moyenne, qu'on rencontre de l'Espagne à la Bulgarie. Elle comporte plusieurs sous-espèces souvent élevées au rang d'espèce :
  - subsp. alpinum (Papaver burseri Crantz), le pavot de Burser à fleurs blanches, qu'on rencontre dans les Alpes centrales et orientales
  - subsp. kerneri (Hayek) Fedde (Papaver kerneri Hayek), le pavot de Kerner à fleurs jaunes, qu'on rencontre dans les Alpes orientales
  - subsp. rhaeticum (Leresche) Nyman (Papaver rhaeticum Leresche, Papaver aurantiacum Loisel.), le pavot doré, pavot orangé ou coquelicot d'or : espèce rencontrée dans les Pyrénées orientales, les Alpes françaises, notamment dans le Vercors, et les Alpes orientales depuis les Grisons. Les fleurs sont jaunes ou orangées, rarement rouges ou blanches.
  - subsp. sendtneri (A. Kern. ex Hayek) Schinz & R. Keller (Papaver sendtneri A. Kern. ex Hayek), le pavot de Sendtner à fleurs blanches, qu'on rencontre dans les Alpes centrales et orientales
- Papaver lapeyrousianum Gutermann ex Greuter & Burdet, le pavot de Lapeyrouse à fleurs orangées, endémique des Pyrénées centrales.
- Papaver tatricum  (A.Nyár.) Ehrend. (Syn. Papaver alpinum subsp. tatricum Nyár.), le pavot des Tatras à fleurs blanches qu'on rencontre dans les Carpates.
- Papaver radicatum Rottb., pavot arctique : montagnes et régions arctiques circumpolaires, notamment en Scandinavie. Les fleurs sont jaune pâle, le latex est blanc ou jaune.
- Papaver lapponicum (Tolm.) Nordh., le pavot de Laponie, très semblable et souvent considéré comme une sous-espèce de P. radicatum, se rencontre dans les mêmes régions.
- Papaver nudicaule L., le pavot d'Islande : espèce subarctique d'Asie et d'Amérique du Nord, ordinairement bisannuelle, dont diverses sélections à fleur blanche, jaune ou orange sont cultivées comme plantes d'ornement.

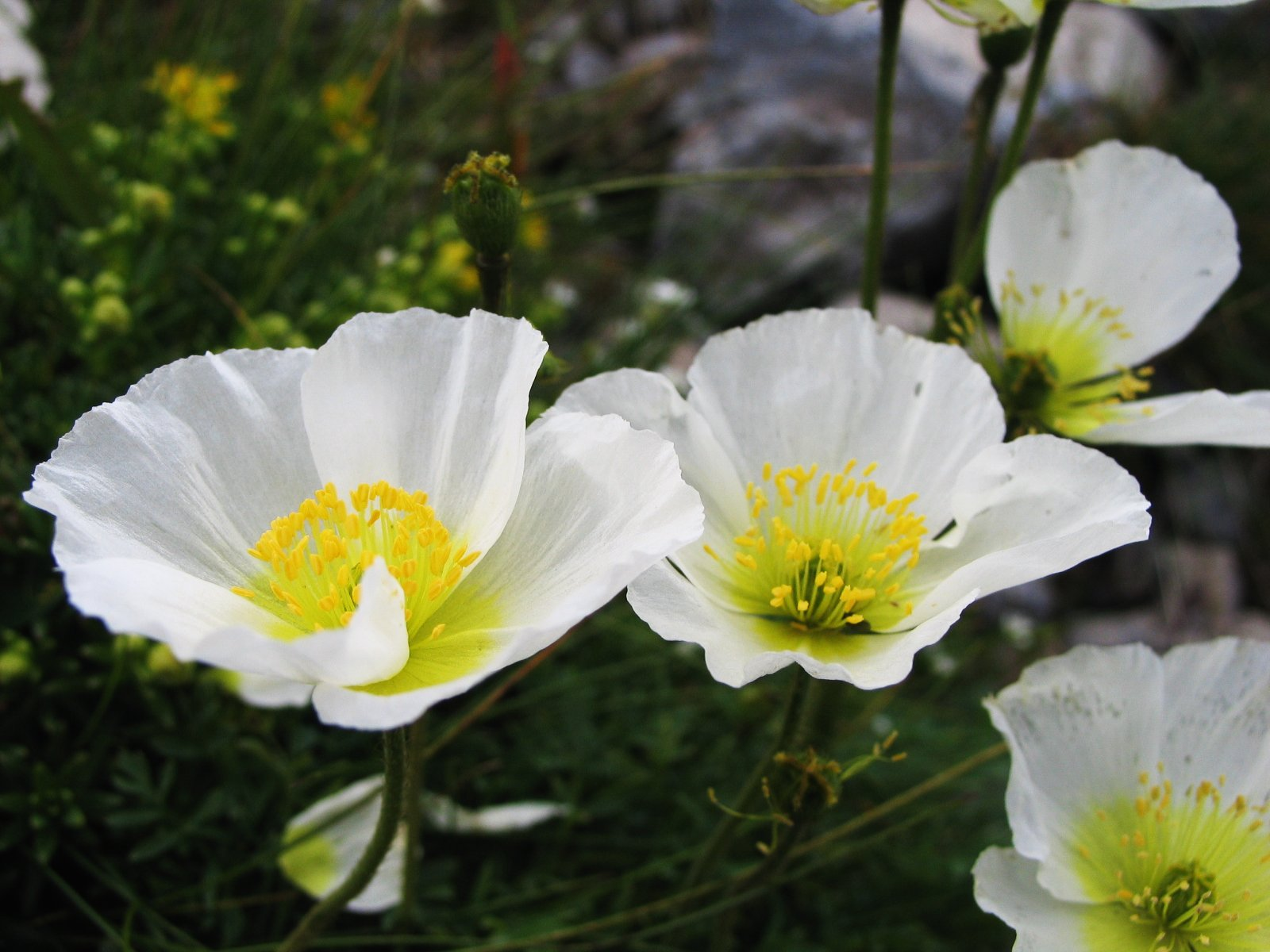
P. alpinum subsp. burseri.
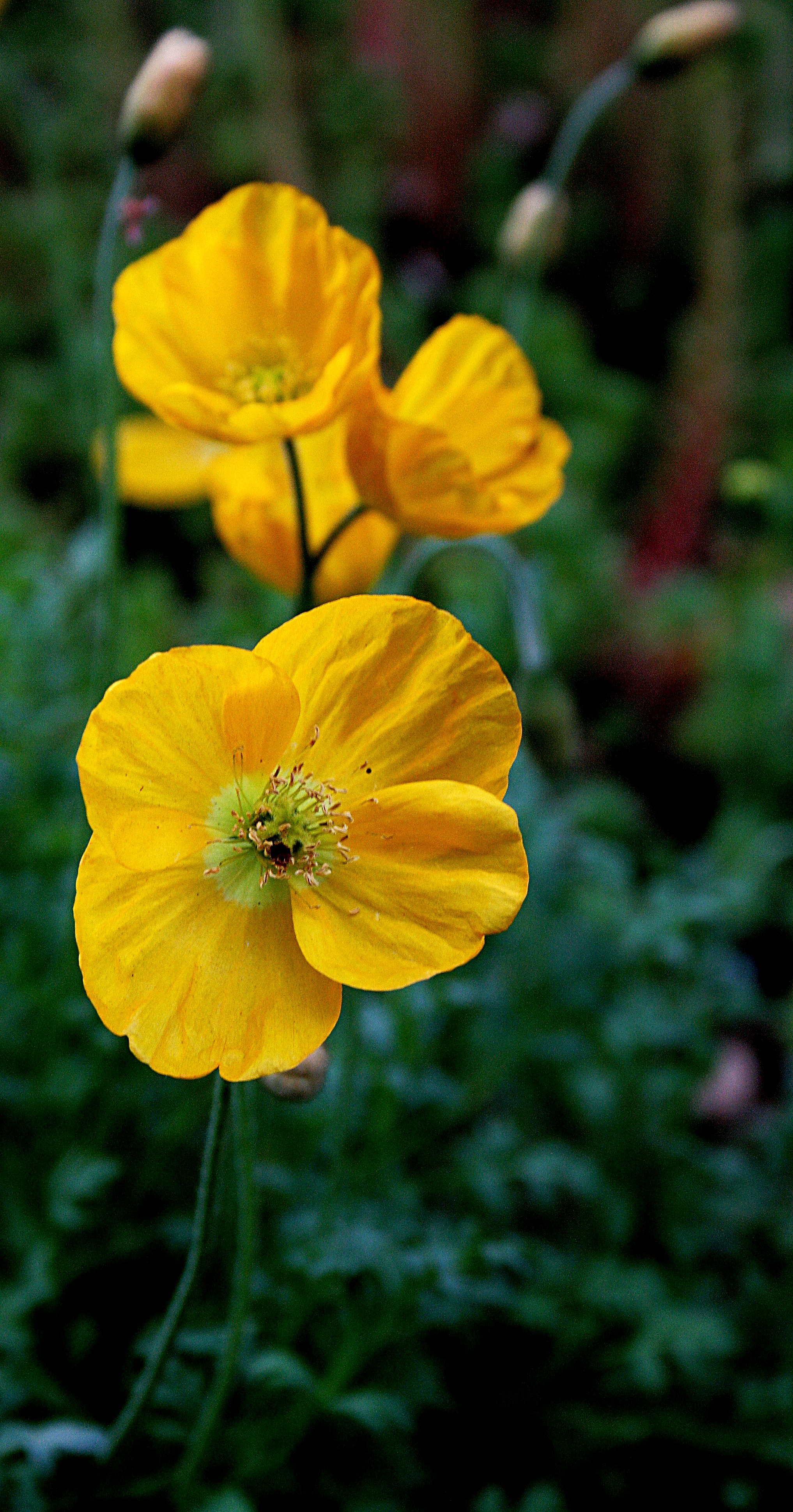
P. alpinum subsp. kerneri.
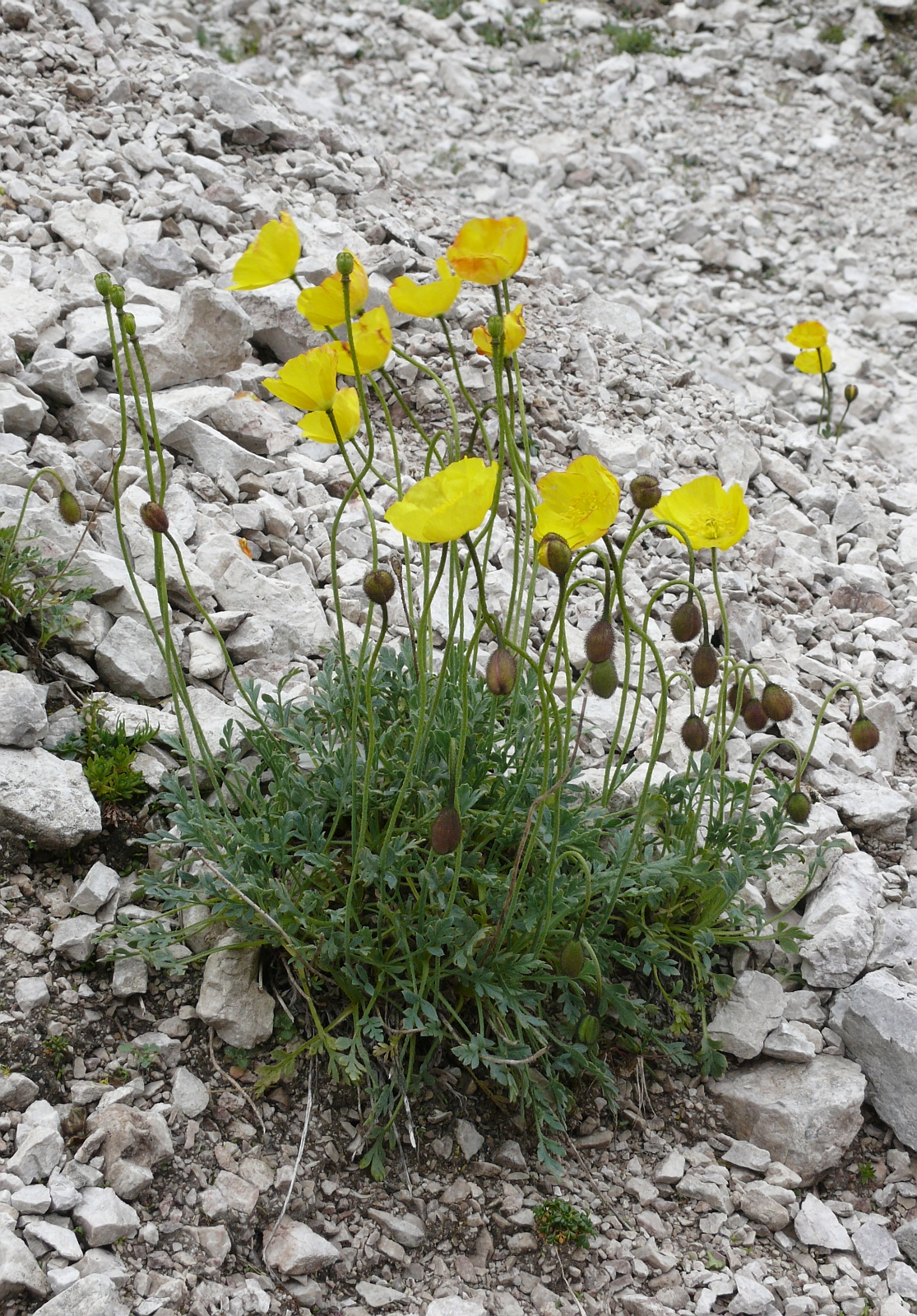
P. alpinum subsp. rhaeticum exemplaire à fleur jaune.
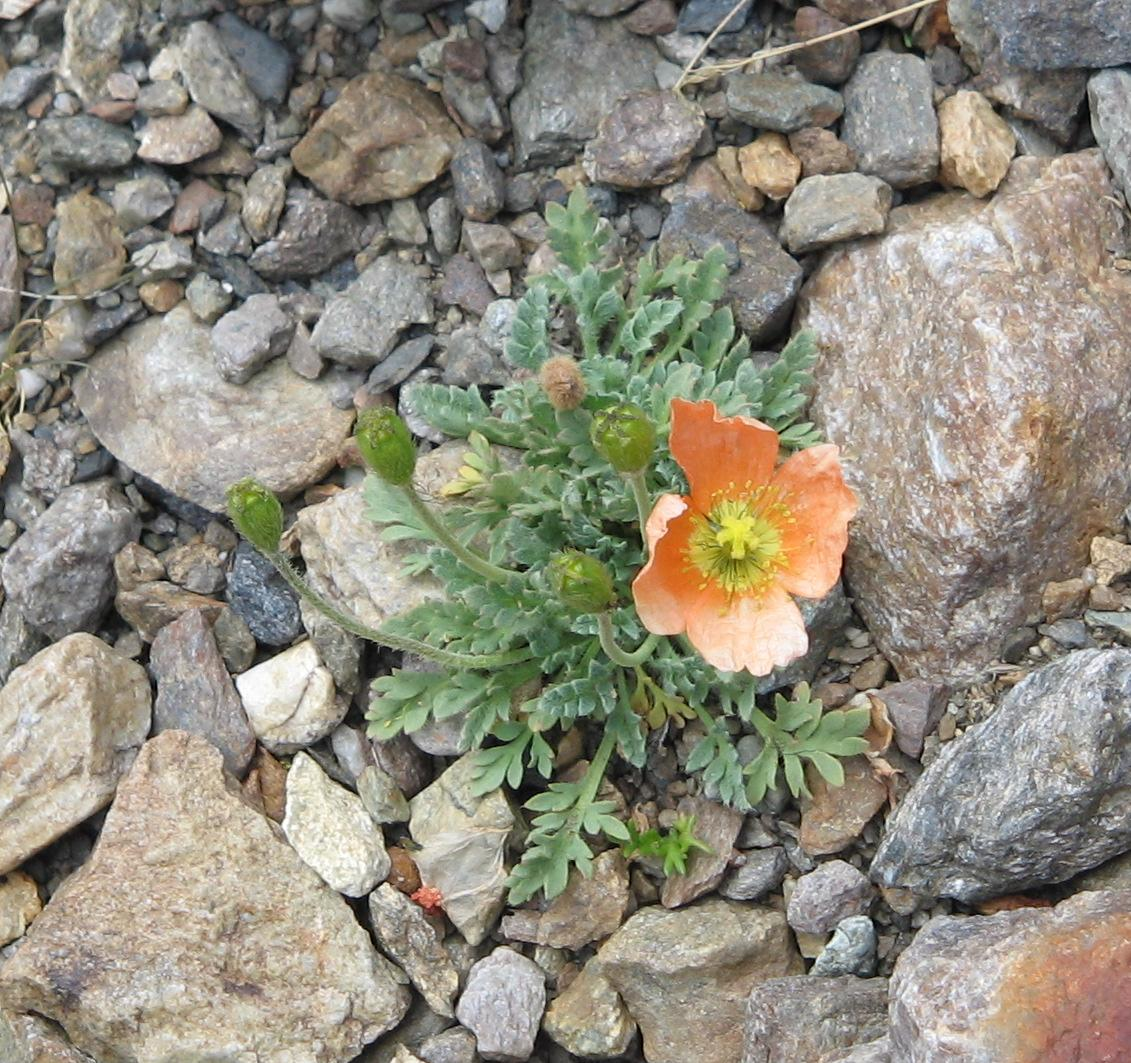
P. alpinum subsp. rhaeticum exemplaire à fleur orangée.
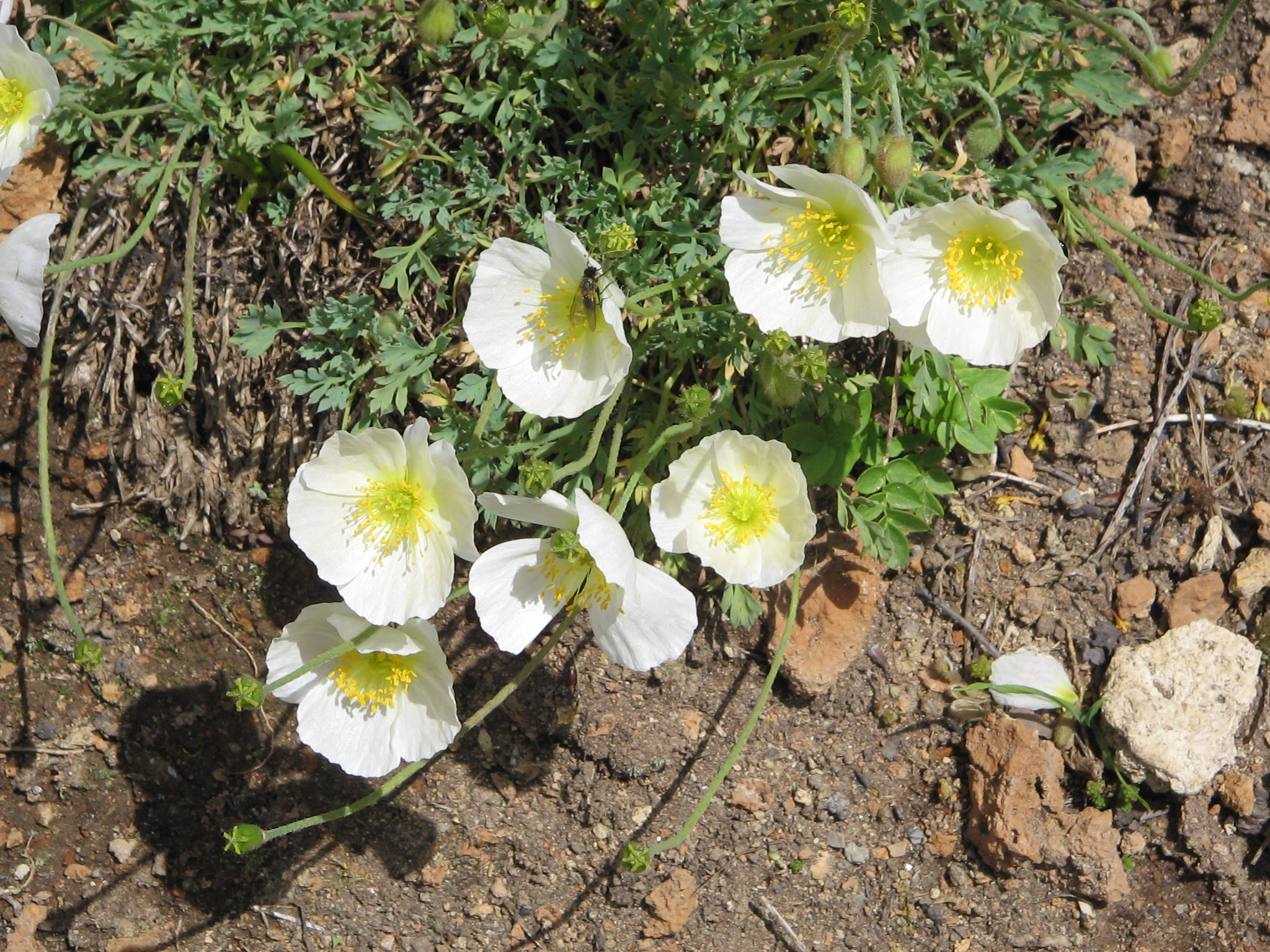
P. alpinum subsp. sendtneri.
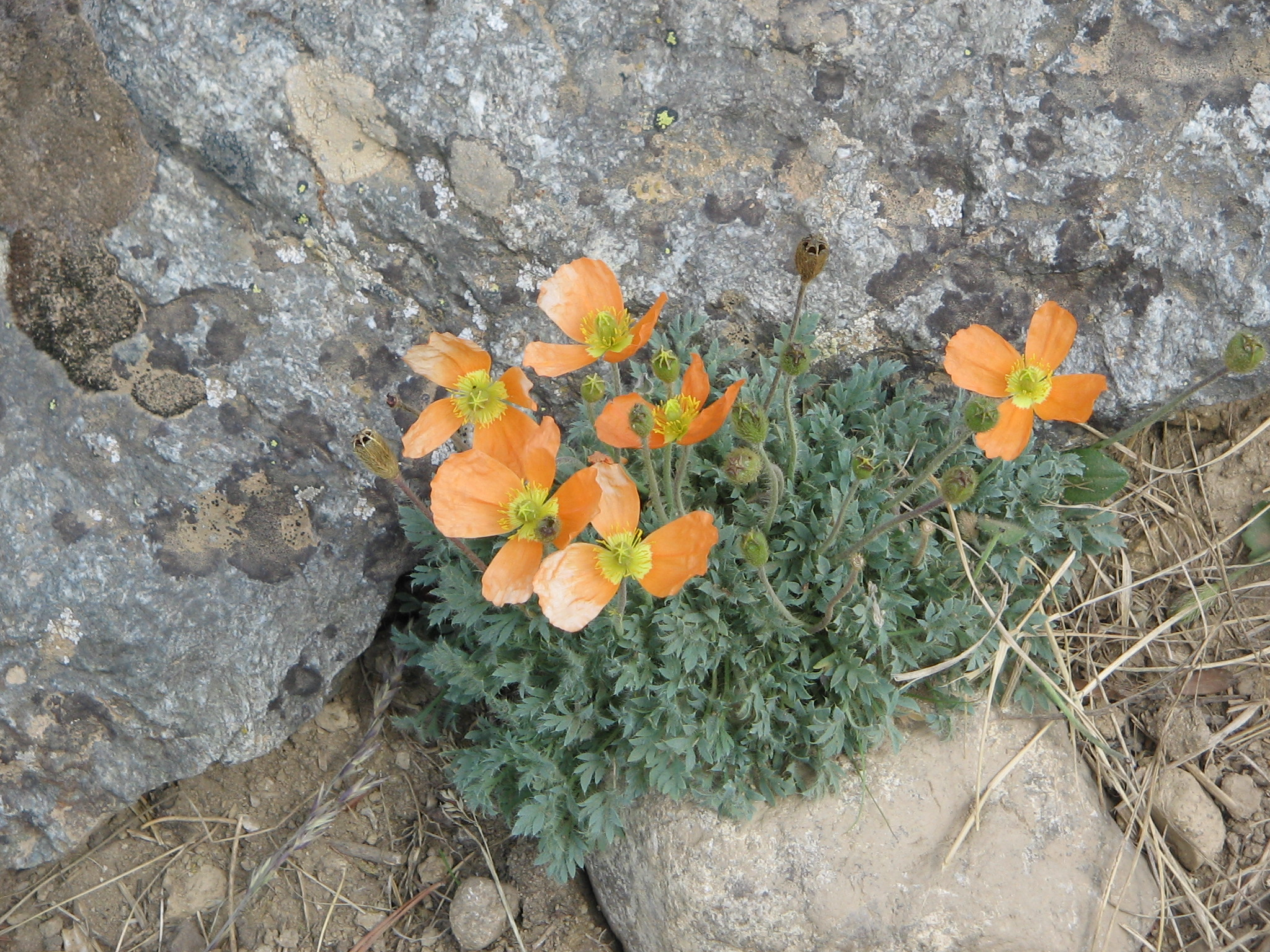
Papaver lapeyrousianum.
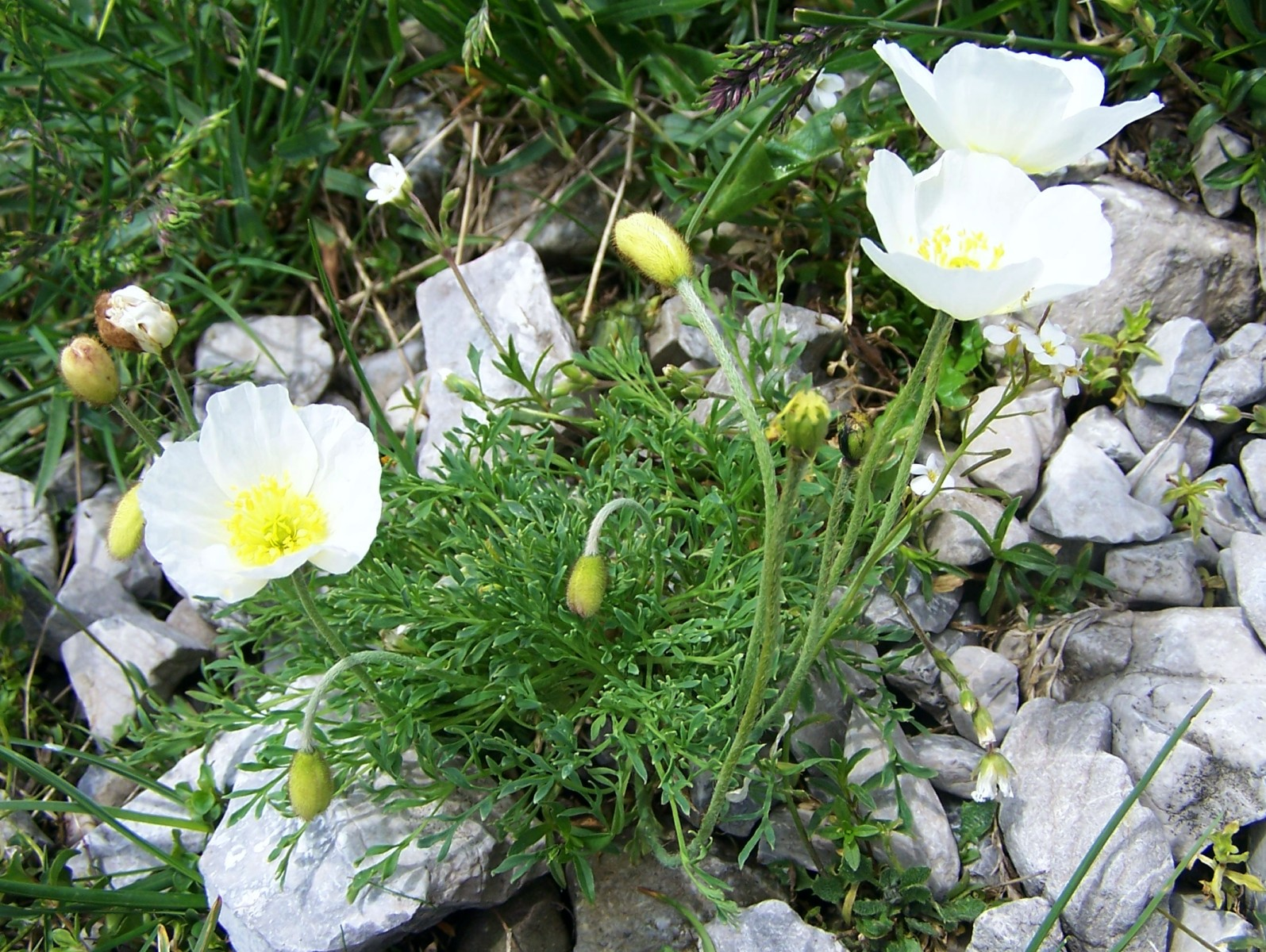
Papaver tatricum.
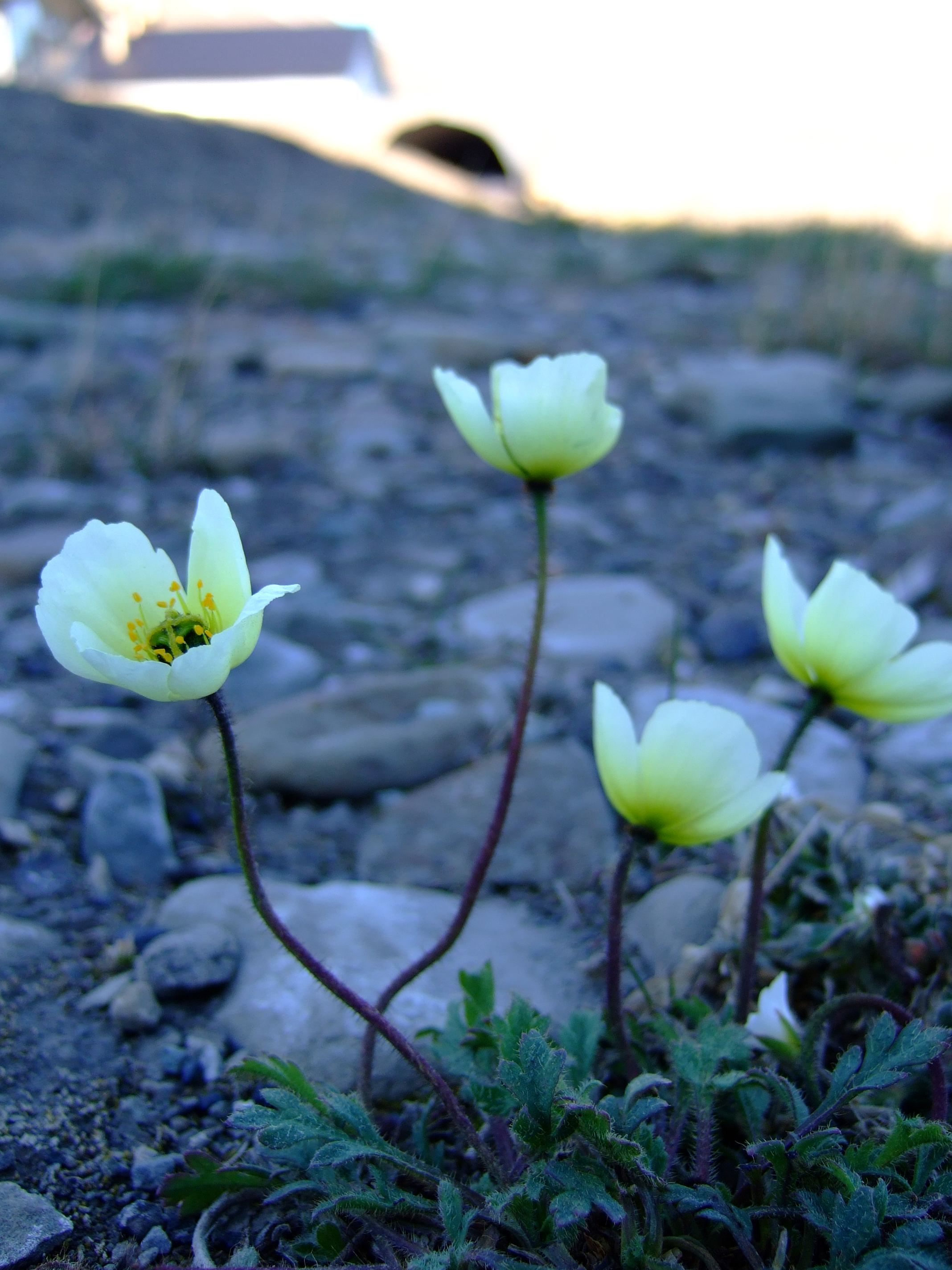
Papaver radicatum.
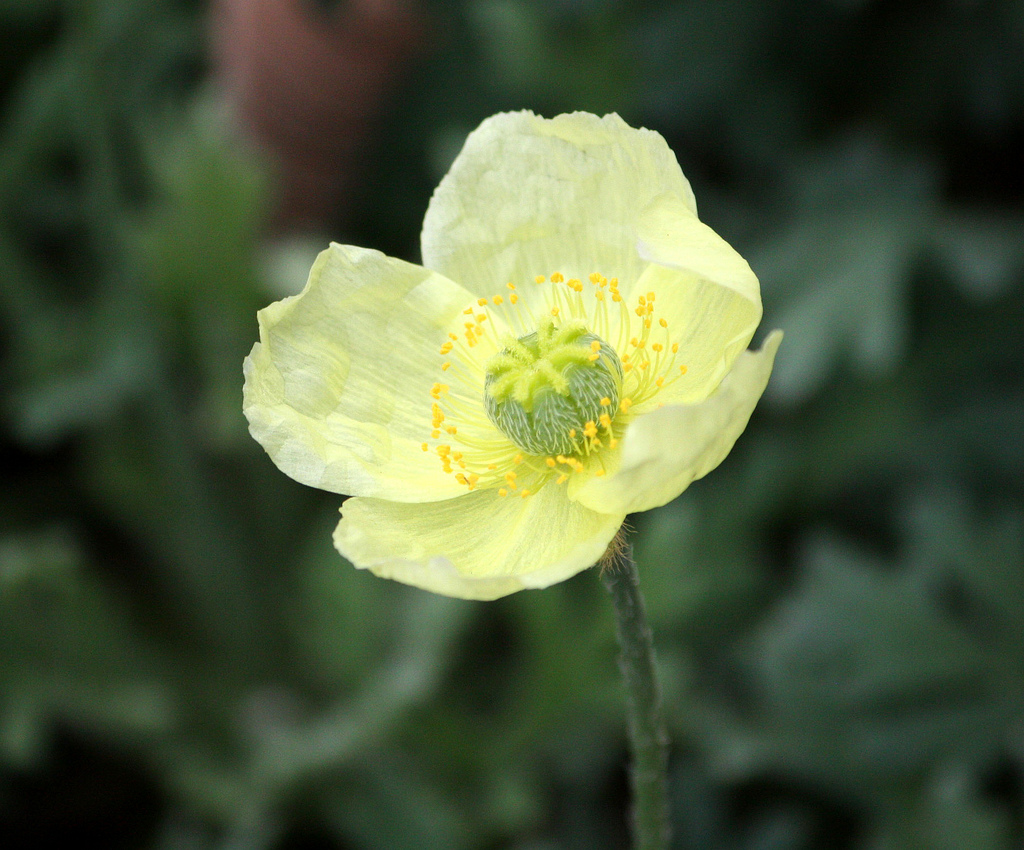
Papaver lapponicum.
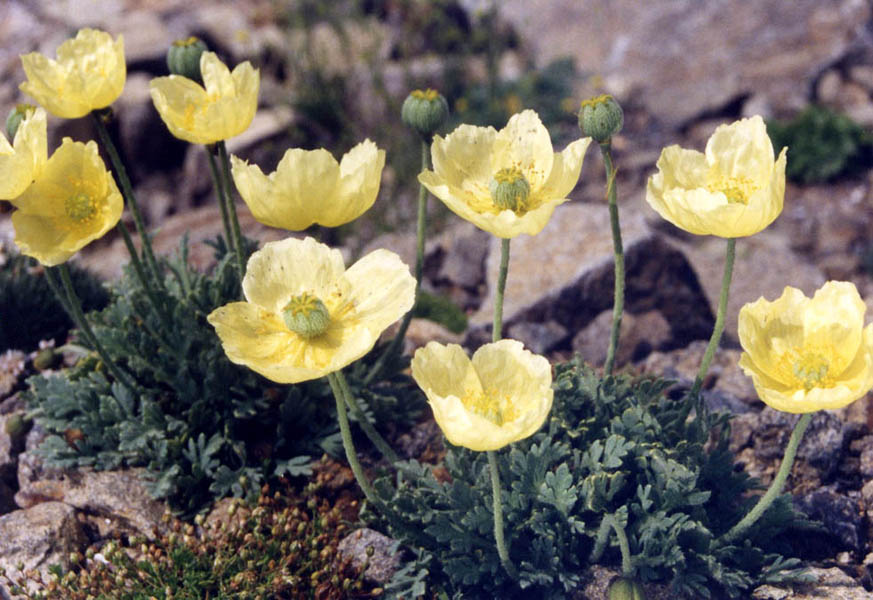
Papaver nudicaule.
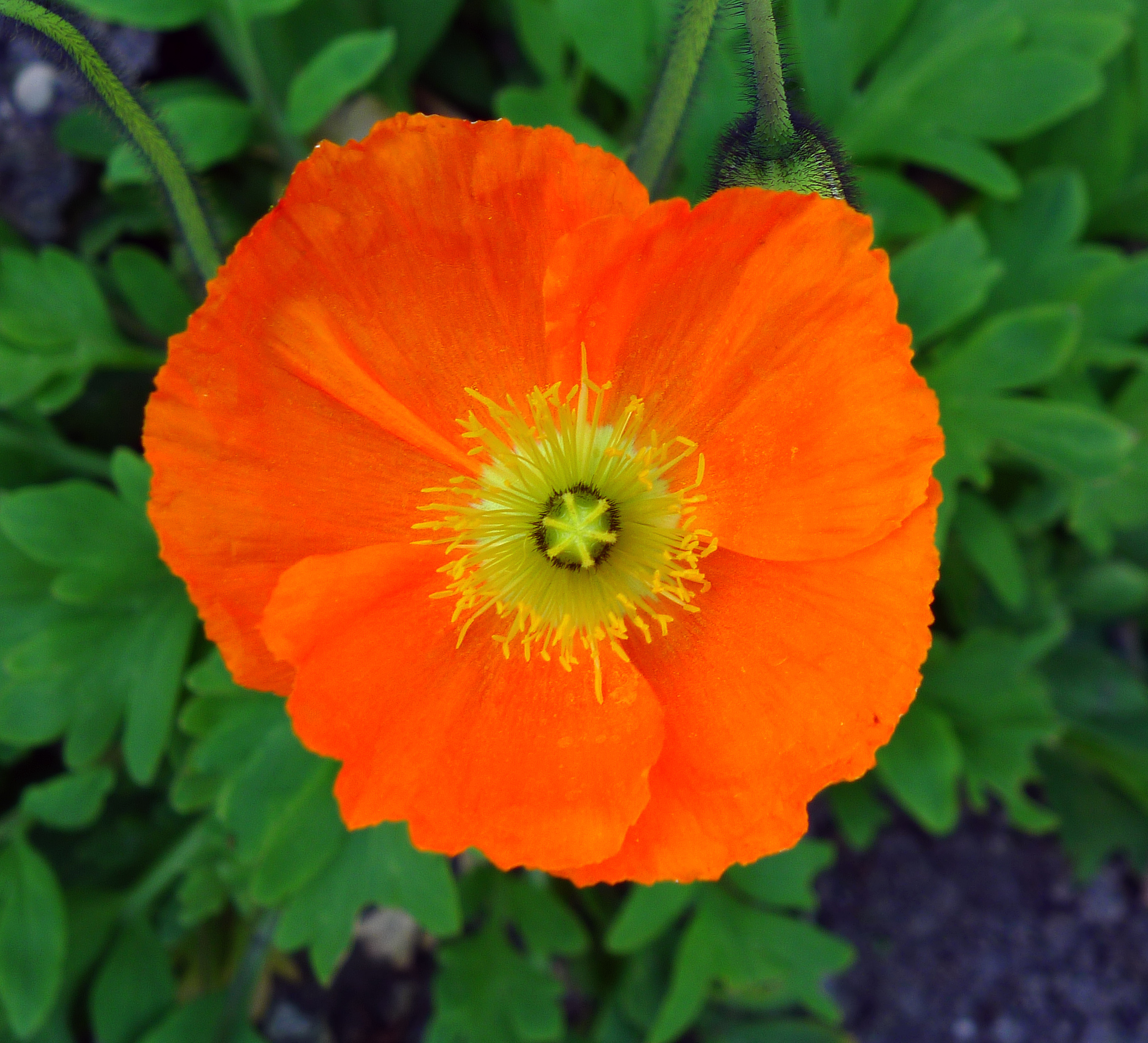
Papaver nudicaule, exemplaire à fleur rouge.
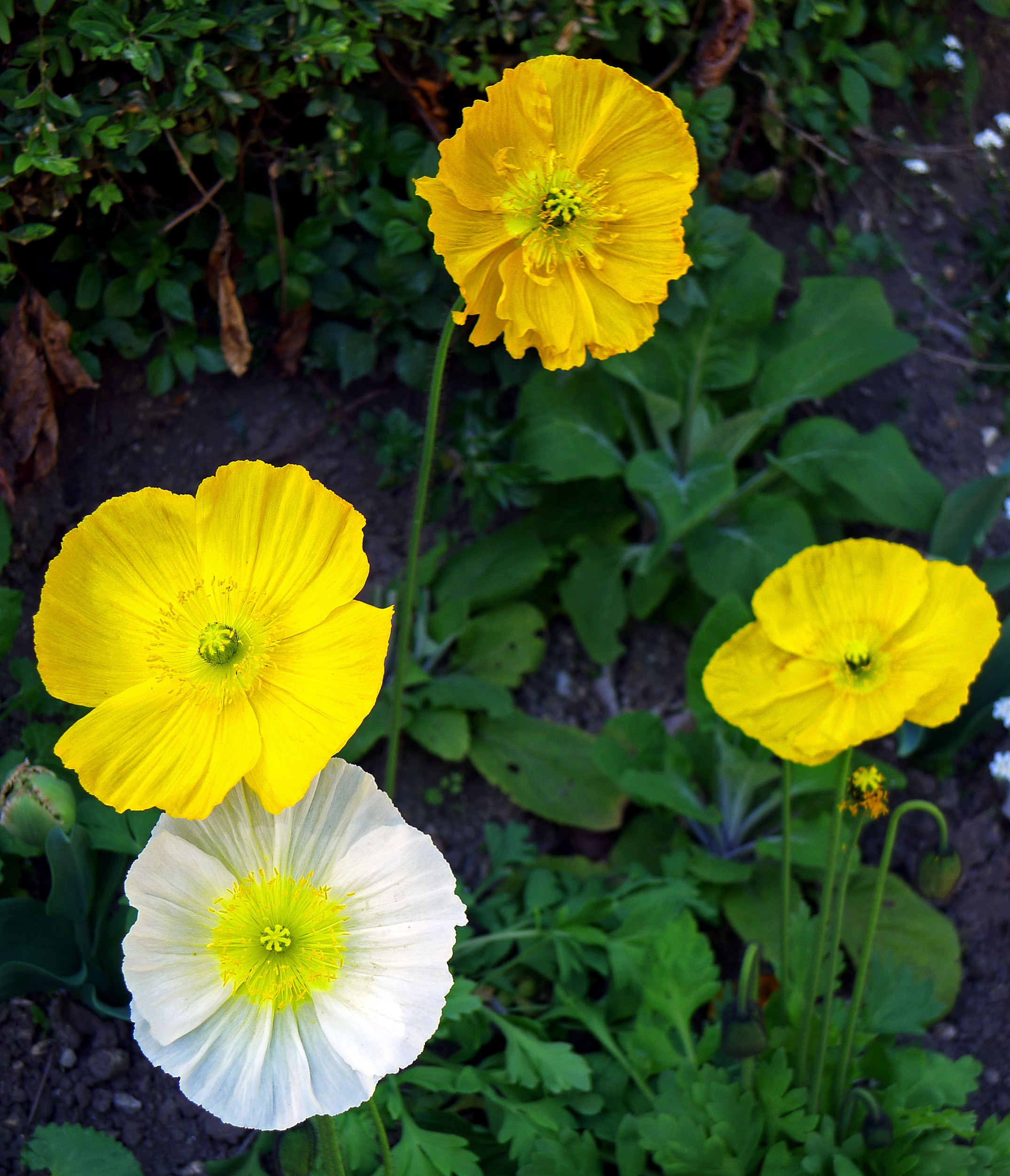
Papaver nudicaule, exemplaires à fleurs blanches et jaunes.

### Les pavots d'Orient

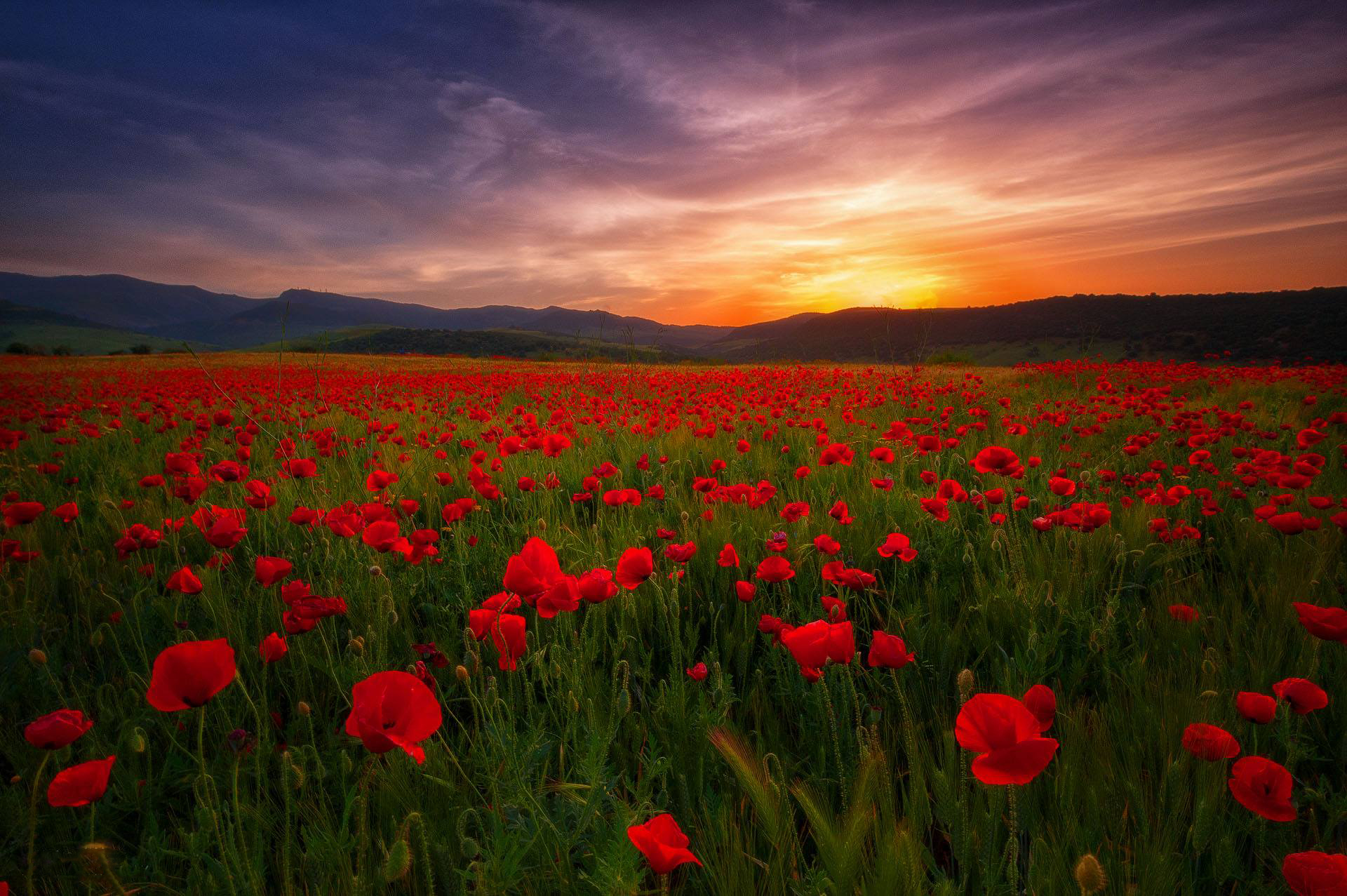
Champ de pavot en Algérie.

- Papaver orientale : pavot vivace, dont de nombreuses sélections sont cultivées comme plantes d'ornement.
- Papaver somniferum : pavot somnifère, pavot à opium, pavot. Son latex est à l'origine de l'opium.

## Espèces apparentées
- Meconopsis betonicifolia : coquelicot bleu de l'Himalaya, appelé aussi pavot bleu de l'Himalaya.
- Meconopsis cambrica, pavot du Pays de Galles, présent dans le centre et le sud-ouest de la France.
- Glaucium flavum, le pavot cornu, présent sur les sables du littoral méditerranéen et des côtes atlantiques.

## Liste d'espèces
Selon The Plant List (29 septembre 2020) :
- Papaver aculeatum Thunb.
- Papaver alboroseum Hultén
- Papaver alpinum L.
- Papaver ambiguum Popov
- Papaver amurense (N. Busch) N. Busch ex Tolm.
- Papaver apulum Ten.
- Papaver arenarium M.Bieb.
- Papaver argemone L.
- Papaver armeniacum (L.) DC.
- Papaver atlanticum Coss.
- Papaver belangeri Boiss.
- Papaver bracteatum Lindl.
- Papaver californicum A.Gray
- Papaver cambricum L.
- Papaver canescens Tolm.
- Papaver czekanowskii Tolm.
- Papaver decaisnei Hochst. & Steud. ex Elkan
- Papaver dubium L.
- Papaver fugax Poir.
- Papaver glaucum Boiss. & Hausskn.
- Papaver gorodkovii Tolm. & V.V. Petrovsky
- Papaver guerlekense Stapf
- Papaver heterophyllum (Benth.) Greene
- Papaver humile Fedde
- Papaver hybridum L.
- Papaver labradoricum (Fedde) Solstad & Elven
- Papaver laestadianum Nordh.
- Papaver langeanum Tolm.
- Papaver lapeyrousianum Gutermann ex Greuter & Burdet
- Papaver lapponicum (Tolm.) Nordh.
- Papaver lasiothrix Fedde
- Papaver leiocarpum Popov
- Papaver lujaurense Semenova
- Papaver macounii Greene
- Papaver macrostomum Boiss. & A.Huet
- Papaver mcconellii Hultén
- Papaver nudicaule L.
- Papaver ochotense Tolm.
- Papaver orientale L.
- Papaver pavoninum C.A. Mey.
- Papaver pinnatifidum Moris
- Papaver popovii Sipliv.
- Papaver pseudo-orientale Medw.
- Papaver purpureomarginatum Kadereit
- Papaver pygmaeum Rydb.
- Papaver radicatum Rottb.
- Papaver rhoeas L.
- Papaver rubro-aurantiacum Lundstr.
- Papaver rupifragum Boiss. & Reut.
- Papaver schamurinii V.V.Petrovsky
- Papaver setosum (Tolm.) Peschkova
- Papaver somniferum L.
- Papaver tolmatchevii Semenova
- Papaver walpolei A.E. Porsild
- Papaver yildirimlii Ertekin

## Économie et production

### Transformation

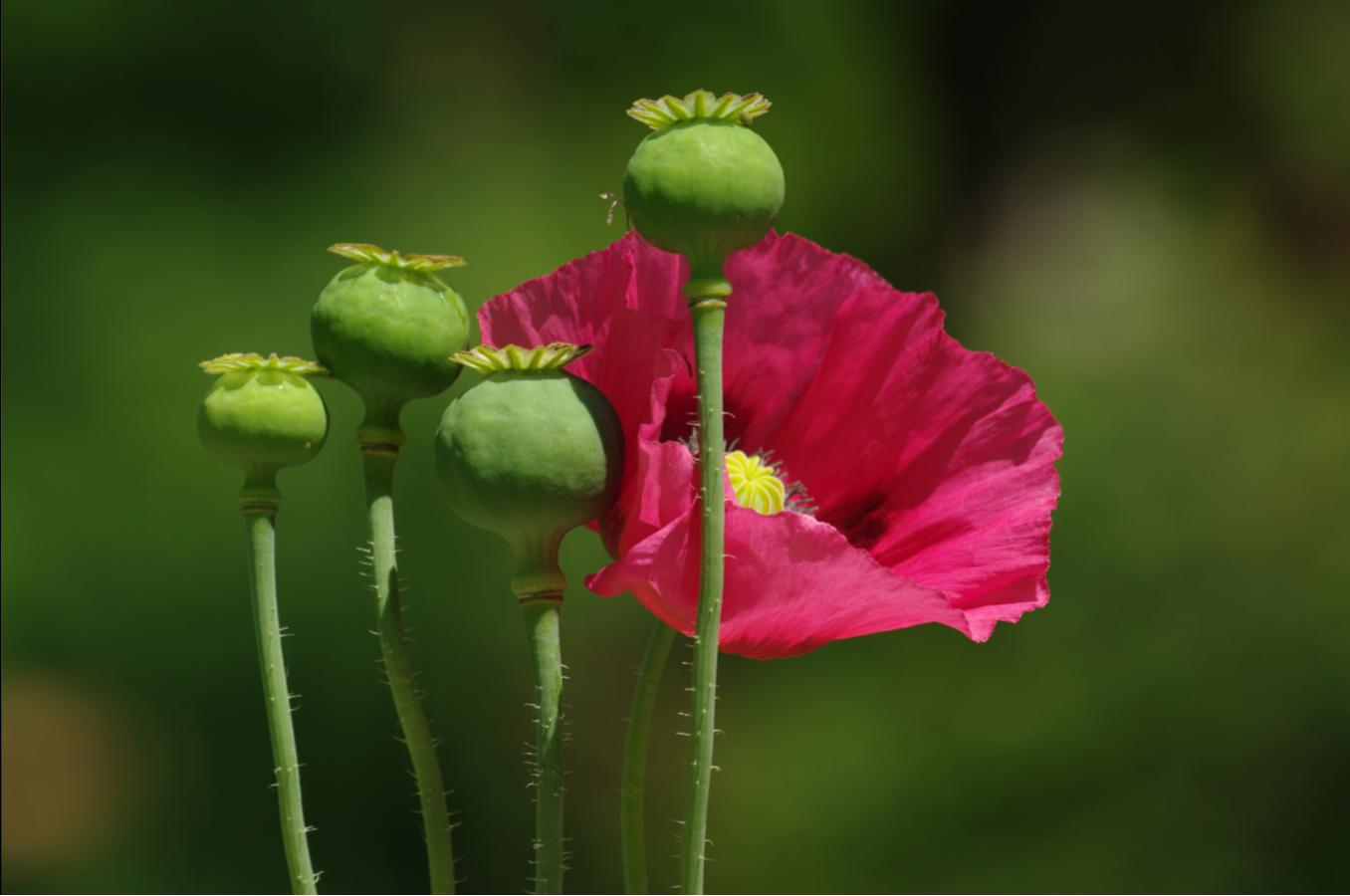
Pavot.

Par incision du pavot blanc et, plus largement, de tous les fruits des pavots[réf. nécessaire], on obtient une gomme blanche : l'opium. Celle-ci est transformée en morphine pour un usage médical (elle est aussi un puissant analgésique utilisé sous la forme de chlorhydrate), ou pour un usage illégal (trafic de drogue) dans des laboratoires clandestins. La morphine, peut elle-même être transformée en diacétylmorphine plus connue sous le nom d'héroïne. La Boreprus Tatanum est également un dérivé peu connu du pavot synthétisé à partir du pollen de Menocopsis betonicifolia, cultivé principalement dans les marais de Biélorussie[réf. nécessaire].

### Utilisation
Les graines de pavot noir servent à la fabrication de l'huile d'œillette utilisée dans la peinture à l'huile.

#### Utilisation culinaire
La graine de pavot, de couleur bleue à noire suivant les variétés, est une petite graine oléagineuse. Ces graines sont incorporées comme ingrédients dans les préparations pâtissières (pains, gâteaux, biscuits, etc.). Elles ont une saveur délicate de noisette ou de pignon et corsent les préparations d'un goût acre selon leur proportion. Les graines blanches ne se montrent pas aussi gustatives mais servent de liant dans la préparation des poudres de carry. En Europe de l'Est, en Pologne, en Autriche ou en Hongrie par exemple, les graines de pavot sont très utilisées pour la production de pâtisseries. Ces graines sont transformées en pâte, laquelle servira à garnir l'intérieur du futur gâteau. Celui-ci est une des pâtisseries nationales de la Hongrie. En Pologne, notamment dans le sud — dans la région minière de Silésie — le pavot est presque systématiquement utilisé dans les pâtisseries.
Le pavot était nommé chanotte dans la région de Toul. Les cuisinières faisaient la quiche au pavot : après avoir écrasé les graines, on les incorporait à la « migaine ». En raison de leurs vertus apaisantes, les jeunes mamans mettaient également des graines de chanotte dans le biberon des enfants afin de les calmer.
Les graines de pavot sont réputées en diététique pour la qualité de leur huile riche en acides gras poly et mono-insaturés, connue sous le nom d'huile d'œillette, ainsi qu'en protéines de type légumineuses.
Les principes actifs narcotiques de l'opium sont présents à l'état de traces (approximativement 0.005 % de morphine) dans les graines et n'ont pas d'incidence dans son usage alimentaire. Il n'existe pas d'allergie connue ni de contre-indication à la consommation des graines de pavot. Suivant la difficulté à reconnaître empiriquement les effets actifs des graines, même à grande dose, l'encyclopédie de Diderot estimait que les graines de pavot ne contiennent aucune trace de morphinique.
Il fait partie des plantes dont la culture est recommandée dans les domaines royaux par Charlemagne dans le capitulaire De Villis (fin du VIIIe ou début du IXe siècle).

### Production
L'Office des Nations unies contre la drogue et le crime estime que la surface totale de plantations de pavot dans le monde est passé de 223 000 hectares produisant 8 890 tonnes d'opium en 2007 à 181 000 hectares produisant 7 754 tonnes d'opium donnant 657 tonnes d'héroïne en 2009.
Voici la production légale de pavot :
| Production en tonnes de graines de pavot. Chiffres 2004-2005 Données de FAOSTAT (FAO) Base de données de la FAO, accès du 14 novembre 2006 |           |       |           |       |
| République tchèque | 54 821,00 | 62 %  | 36 418,00 | 53 %  |
| Turquie | 16 000,00 | 18 %  | 16 000,00 | 23 %  |
| France | 5 500,00  | 6 %   | 5 500,00  | 8 %   |
| Allemagne | 2 700,00  | 3 %   | 2 700,00  | 4 %   |
| Hongrie | 1 700,00  | 2 %   | 1 700,00  | 2 %   |
| Autriche | 1 395,00  | 2 %   | 1 400,00  | 2 %   |
| Roumanie | 1 400,00  | 2 %   | 1 400,00  | 2 %   |
| Pays-Bas | 1 500,00  | 2 %   | 1 300,00  | 2 %   |
| Palestine | 2 400,00  | 3 %   | 1 000,00  | 1 %   |
| Serbie-et-Monténégro | 650       | 1 %   | 650       | 1 %   |
| Autres pays | 485       | 1 %   | 485       | 1 %   |
| Total | 88 551,00 | 100 % | 68 553,00 | 100 % |

## Symbolique

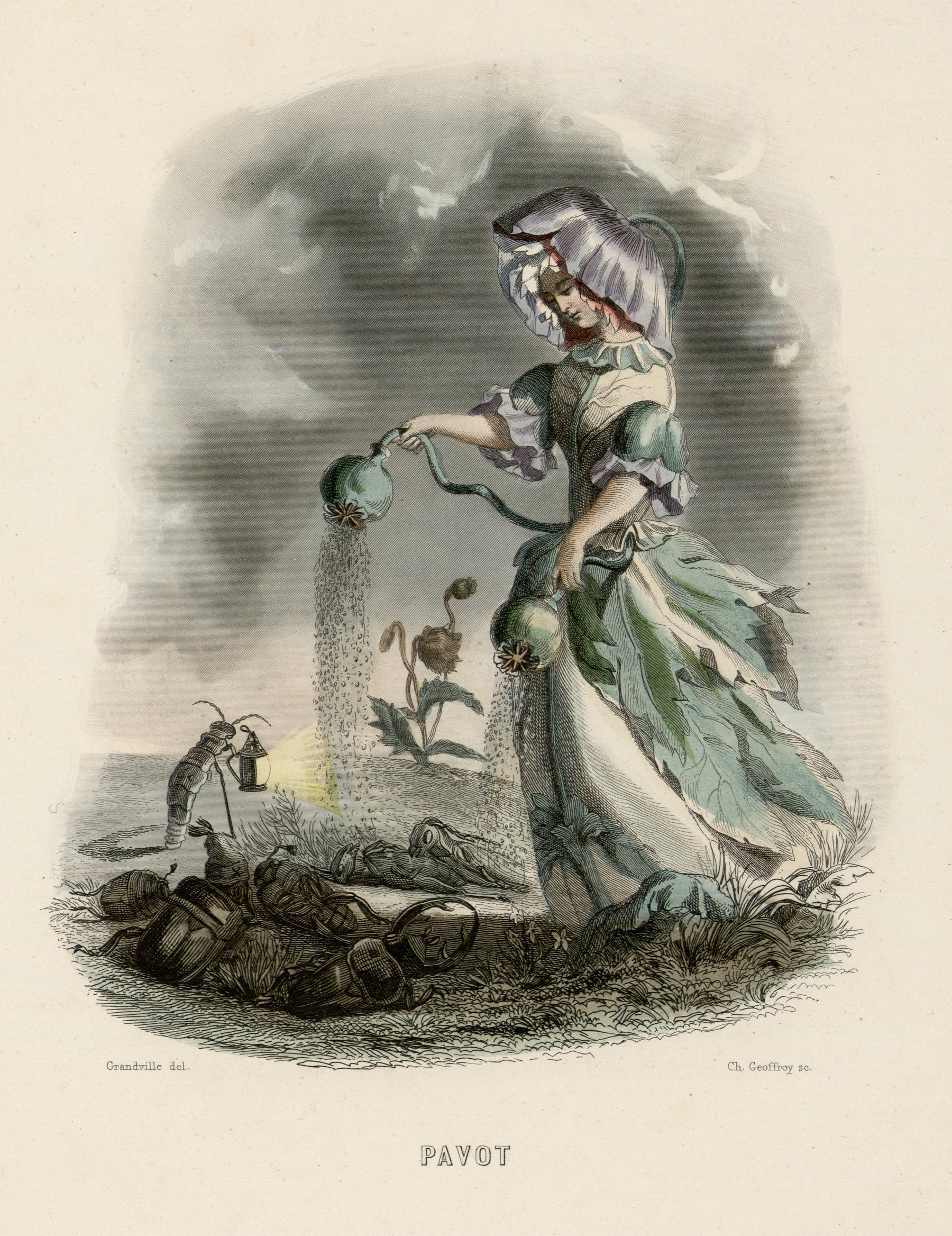
Personnification du pavot par Grandville (extrait de Les Fleurs animées, tome 1, 1847, Bibliothèque de Nancy).

Le langage des fleurs : Pavot : frivolité, plaisir éphémère[réf. nécessaire]

### Calendrier
Le pavot voyait officiellement son nom attribué au 18e jour du mois de prairial du calendrier républicain / révolutionnaire français, généralement chaque 6 juin du calendrier grégorien.